# Leyes Nuevas

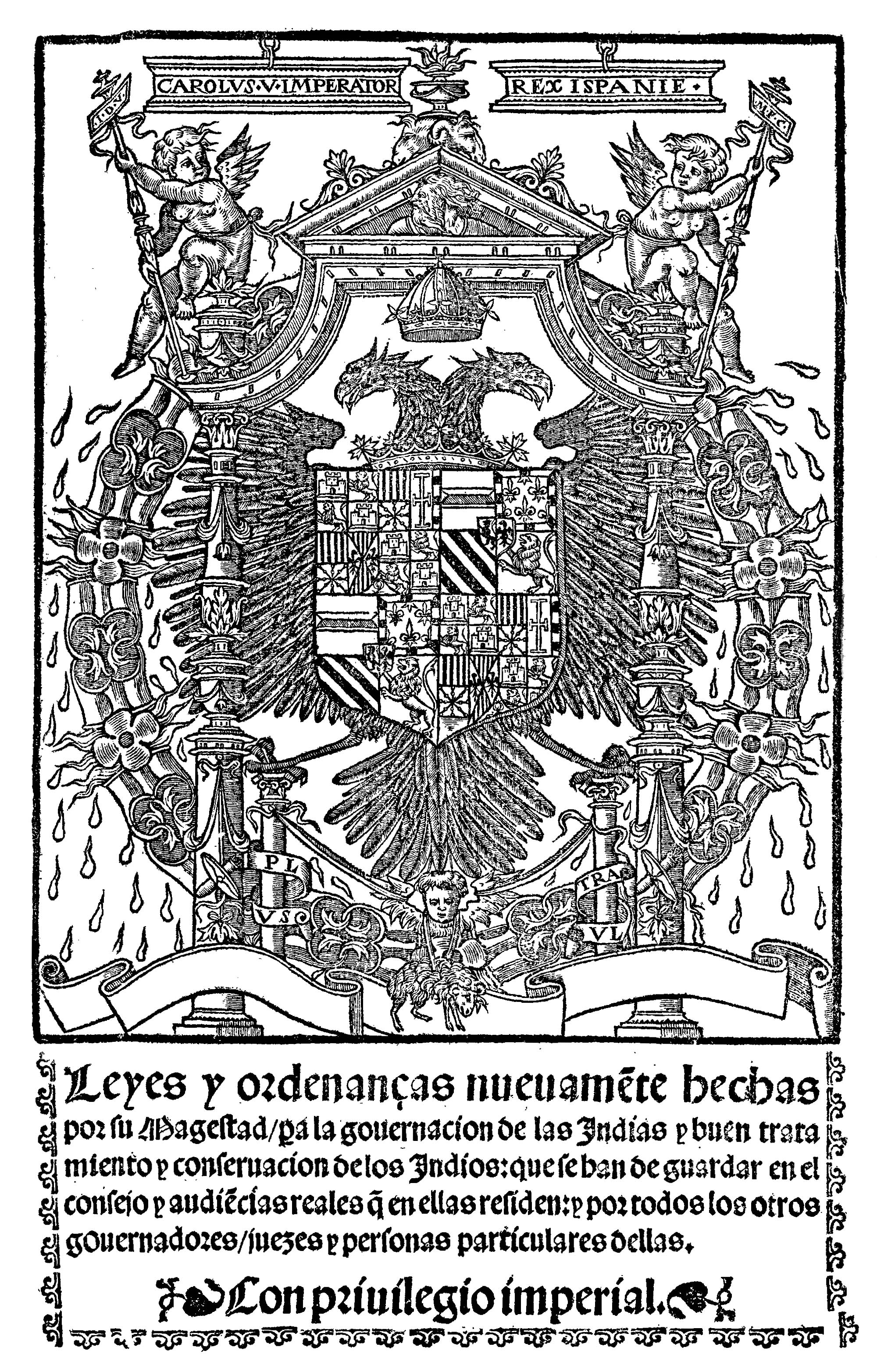
Titelblatt der Leyes Nuevas

Die Leyes Nuevas (Neue Gesetze) waren eine Zusammenstellung von Verordnungen und Verwaltungsvorschriften, die Karl I., als König von Kastilien auch im Namen seiner Mutter Johanna, am 20. November 1542 in Barcelona erließ. Sie wurden zusammen mit einigen am 4. Juni 1543 in Valladolid angeordneten Ergänzungen auf Anweisung des Consejo de Indias (Indienrat) gedruckt. Der Versuch des neuen Vizekönigs von Peru, diese Vorschriften durchzusetzen, führte 1544 zu dem Aufstand der Encomenderos in Peru. Ein Teil der Verordnungen wurde am 20. Oktober 1545 außer Kraft gesetzt.

## Inhalt
Nach der Aufzählung aller Titel Kaiser Karls und Königin Johannas nennt der Text die Adressaten: „An den hochverehrten Fürsten Philipp unseren sehr teuren und geliebten Enkel und Sohn und an die Prinzen unsere Enkel und Söhne …“ Anschließend werden nahezu alle Amtsinhaber der als „las Yndias“ bezeichneten Gebieten Lateinamerikas aufgezählt. Es beginnt mit dem Präsidenten des Indienrates sowie den Vizekönigen und endet mit Hauptleuten, Entdeckern, Siedlern, Bewohnern und dort Geborenen (Naturales).
- Die ersten neun der 40 Abschnitte beschäftigen sich mit Angelegenheiten des Indienrates.
- Im 10. Abschnitt wird die Einsetzung eines Vizekönigs von Peru und eines Gerichtshofes in Lima angeordnet.
- Im 11. Abschnitt wird die Einsetzung eines Gerichtshofes in Guatemala und Nicaragua angeordnet.
- Die Abschnitte 12 bis 20 enthalten hauptsächlich Vorschriften über die Zuständigkeiten der Gerichte und Widerspruchsmöglichkeiten gegen ihre Entscheidungen.
- Im Abschnitt 21 wird das Verbot, Indios zu versklaven, eindeutig klargestellt. Sie seien freie Untertanen der Krone von Kastilien und müssten entsprechend behandelt werden.
- Die Abschnitte 22 bis 25 enthalten Verbote, Indios gegen ihren Willen zu beschäftigen
- Die Abschnitte 26 bis 33 befassen sich mit den Encomiendas. In Abschnitt 26 wird den Vertretern der Krone, Geistlichen, Klöstern, Krankenhäusern und Bruderschaften der Besitz von Encomiendas und in Absatz 28 werden übermäßig große Encomiendas verboten.
- Im Absatz 30 wird festgelegt, dass Encomiendas nicht vererbbar sind.
- Die Abschnitte 34 bis 39 befassen sich mit Fragen der Neuentdeckung bzw. Inbesitznahme im Namen der Krone von Kastilien.
- In Abschnitt 40 bekundet König Karl seinen Willen, dass die auf den Inseln Sant Juan (Puerto Rico), Cuba und La Española (Hispaniola) lebenden Indios genauso behandelt werden wie die dort lebenden Spanier.[2]

Das Ganze schließt ab mit den Unterschriften: „Gegeben in der Stadt Barcelona 20. November des Jahres der Geburt unseres Retters Jesus Christus 1542 Ich der König  /  Ich, Joan de Samano Sekretär ihrer Kaiserlichen und Katholischen Majestäten habe dies in ihrem Auftrag geschrieben.“

## Folgen
Es dauerte einige Zeit, bis die Leyes Nuevas gedruckt in Amerika verbreitet wurden. Die Anordnungen, die sich auf die Encomiendas bezogen, wurden weitgehend ignoriert. Von den insgesamt 5.000 Spaniern, die im Vizekönigreich Peru lebten, waren nur 400 Encomenderos. Sie waren eine Gruppe mit hervorragenden wirtschaftlichen und sozialen Beziehungen. Sie sahen die ihnen zugestandenen Encomiendas als einen Teil der Entlohnung, die ihnen für ihre Dienste bei der Eroberung des Landes für die Krone von Kastilien zustand. Diese Teile ihres Vermögens wollten sie auch ohne Einschränkungen vererben können. Als im Jahr 1544 der neu eingesetzte Vizekönig von Peru Blasco Núñez de Vela die Leyes Nuevas konsequent durchsetzen wollte, führte das zu einem Aufstand. Nachdem am 20. Oktober 1545 einige der Vorschriften der Leyes Nuevas aufgehoben wurden und Pedro de la Gasca als Präsident der Real Audiencia von Lima die Regierung im Vizekönigreich Peru übernommen hatte, konnten die Aufständischen am 9. April 1548 in der Schlacht von Jaquijahuana besiegt werden.